# Az Ermitázs Önkéntes Szolgálata
Az Ermitázs Múzeum Önkéntes Szolgálata egy az Ermitázs programjai közül, mely orosz és külföldi diákokat egyesít ebben a fiataloknak szóló szervezetben. Lehetőséget biztosít az érdeklődőknek arra, hogy gyakorlatban is megismerkedhessenek az Ermitázs munkájával és közvetlenül részt vehessenek különböző események előkészületeiben, lebonyolításában, valamint a Múzeum egyéb érdekes projektjeiben.

## A megalakulás története
Az Önkéntes Szolgálat megszületése szorosan összekapcsolódik Szentpétervár háromszáz éves jubileumi ünnepségeinek előkészületeivel. Az Ermitázs aktívan részt vett az eseményen, számos programot szervezett mind a város lakosai, mind pedig magas rangú vendégek számára. Az ezzel járó rengeteg munka azonban már meghaladta a múzeum erőit, így mikor az Ermitázst önkéntesek keresték fel, hogy segítségüket felajánlják, támogatták kezdeményezésüket.
2003-ban Mihail Kozsuhovszkij, a háromszáz éves jubileumi ünnepségen segítséget nyújtó fiatalok csoportjának vezetője azzal az ajánlattal fordult az Ermitázs igazgatóságához, hogy alakítsanak önkéntes szolgálatot idegen nyelveket beszélő diákok számára. Ennek eredményeként még azelőtt sikerült 150 embert összetoborozni és felkészíteni a múzeumi munkákra, hogy hivatalosan elfogadták volna a projektet. Tavasszal a program megkapta a „Háromszáz Éves Pétervári Jubileumi Ünnepségek Bizottságának” támogatását, és 2003. május 23-án az Ermitázs megnyitotta kapuit az önkéntes segítők számára. M. Kozsuhovszkijt kinevezték a múzeum egyik fő munkatársává és az Önkéntes Szolgálat vezetőjévé, a projekt pedig elnyerte a „Múzeum különleges programja” státuszt és a mai napig sikeresen működik.
Az első években az önkéntesek kidolgozták a múzeum egyes részlegeinek együttműködési feltételeit és rendszerét, meghatározták a fő irányvonalakat, célokat az Ermitázs falain belül és kívül.

## A csapat
Az önkéntesek csapata folyamatosan bővül, összetétele rendkívül színes. Dolgoznak itt egyetemisták, iskolások és nyugdíjasok is, oroszok és külföldiek egyaránt. Mindenki annyi időt tölt a múzeumban, amennyit megengedhet magának, és olyan elfoglaltságot választ, ami megfelel érdeklődésének, emellett pedig mindenki kiveszi a részét a kötelező közös munkákból is.
Dolgoznak itt Oroszországból, az Amerikai Egyesült Államokból, Svájcból, Franciaországból, Olaszországból, Németországból, Magyarországról és rengeteg más országból is. Az önkéntesek között vannak bölcsészek, aracheológusok, művészettörténészek, tanárok éppúgy, mint újságírók, mérnökök, villamosvezetők, pultosok, vagy zenészek.

## Tevékenység
Az önkéntesek segítik az adminisztrátorok munkáját: fogadják és beléptetik a látogatókat, ügyelnek a múzeum rendjének betartására. Fontos önkéntesi feladat továbbá a tudományos kutatómunkában nyújtott segítség az Ermitázs különböző részlegein: az őrzött kincsek rendszerezése, kategorizálása és restaurálása. Ezen a két irányvonalon kívül az önkéntesek idegen nyelveket oktatnak és fordítanak, adminisztratív és szerkesztői feladatokat látnak el, segédkeznek kiállításokon, színházi előadásokon és koncerteken, valamint a múzeum egyéb programjain, mint például a Nemzetközi Jótékonysági Bálon a Téli Palotában, vagy az Ermitázs Baráti Körének találkozóin. Az önkéntesek más alosztályokkal és részlegekkel is együttműködnek, úgy, mint: a vendégfogadási bizottság, a kelet-európai, a szibériai archeológiai és az antik részlegek, a marketing és a különleges események osztálya, a kortárs művészetek részlege, az Ermitázs színháza és sajtóosztálya. Ezen kívül az önkéntesek részt vesznek nemzetközi szemináriumokon és konferenciákon, ezzel is segítve a múzeum fejlődését.
Az önkéntesi szolgálat tevékenysége magában foglalja továbbá olyan saját projektek létrehozását és megvalósítását, melyek célja, hogy felkeltsék a fiatalság érdeklődését napjaink kulturális problémái iránt és felelősséget ébresszenek bennük ezen örökség megőrzésére.
Az Ermitázsban az önkéntesek tudományos kutatói expedíciókban dolgoznak, részt vesznek az egyes részlegek tudományos archiválási munkáiban, és segédkeznek a különféle szervezési munkálatok végrehajtásában, úgy mint konferenciákon, koncerteken, fesztiválokon, versenyeken, és kiállításokon. Nagyon nagy szerepet játszanak az Ermitázs önkéntesei projektekben, amelyek a kulturális és történelmi kutatás megőrzését célozzák, különös figyelemmel tekintve a veszélyeztetett emlékművekre. A WHY (World Heritage & Youth) projekt keretein belül, az önkéntesek aktívan részt vettek az Elektromos Közlekedés Múzeum, a Ropsinszkij Palota megmentésében, illetve az Ohtinszkovo müszt az „Ohta-centrum” építésétől. Az önkéntesek közreműködése nélkül nem lehetett volna bemutatni minden ünnepélyes rendezvényt, dedikálva a 250 éves Ermitázsnak, amely a 2014 –es év folyamán megvalósított 250 éves Ermitázsnak dedikált rendezvényt beleértve a kortárs művészet hatalmas biennáléjának „Manifesztumát”.
Az önkéntes szolgálat tevékenysége magában foglalja saját projektjeinek létrehozását és végrehajtását, amelyek célja a fiatalok vonzása a kulturális örökség modern problémáihoz, valamint a megőrzés iránti felelősségérzet előidézése. Az önkéntesek tevékenységét leginkább ebben az irányban mutatták be a "Palmira: Az élet lelke!" kulturális és oktatási programban, amely több mint három tucat projektet egyesített, és hívta fel a figyelmet a történelem és a kultúra műemlékeinek végzetes és céltudatos megsemmisítésére. Számos projekt végrehajtása különböző nemzetközi tevékenységek előkészítésében és lebonyolításában valósul meg, mint például: "Múzeumok éjszakája", "Kozmonautika napja", "Az európai nyelvek napja", "Az Ermitázs napjai", és egyebek.

## Projektek
Az Állami Ermitázs önkénteseinek kizárólagos lehetősége van végrehajtani a saját projektjeiket, kezdve a múzeum fejlesztésére vonatkozó ötleteik javaslatától a múzeumi szolgáltatások együttműködésével az életben való megvalósításáig.  Ilyen projektek a számítógépes grafikai versenyek, amelyek 2005 óta az Ermitázsban folynak. 2015-ben az önkéntesek legkomolyabb projektévé vált a „Múzeumok Éjszakája az Öreg Faluban”, a „Háború fekete négyszöge” kiállítása, az „Argentína éve az Ermitázsban” és az „Argentína tangó lelke ” program összekapcsolva tango koncerttel és mesterkurzussal. Mindemellett idetartozik az európai irodalomnak szentelt fesztivál a „Nyiss Európára az Ermitázsban” című program mesterkurzussal, kvízekkel, filmvetítéssel, nyelv- és táncórákkal, koncertekkel, előadásokkal, a modern technika használatával.
A közel-keleti tragikus események 2015-ben és 2016-ban a mai Irak és Szíria területén különleges szerepet játszottak az önkéntesek életében, különösen a kulturális örökséggel kapcsolatos programok részeként. A kulturális központok, múzeumok, ősi városok katasztrofális megsemmisítése a politika által kiváltott elpusztítása volt a kulturális emlékműveknek, amelyeket Oroszországban betiltott terrorista szervezet úgynevezett Iszlám Állam iraki és szíriai erői hajtottak végre. Az Állami Ermitázs önkéntesei számos olyan projektet javasoltak, amelyek a kulturális örökség megőrzésére irányultak és különös figyelmet szentelnek a rettenetes tragédiának, aminek következtében számos, világméretű műemlék teljesen elveszett.Az önkéntesek programja „Palmira: Az élet lelke!” nagy elismerést kapott és számos projekttel együtt mutatták be mind az Ermitázsban, mind „2016 Intermúzeum” című Moszkvai Nemzetközi Múzeumi Fesztiválon (Manege Központi Kiállítócsarnok, 2016. május 13-16.). A „Múzeumok Éjszakája 2016” kulturális-képzőművészeti program projektjei között volt a „Palmira: Az élet lelke” ,amelyet az Ermitázsban mutattak be („Az öreg falu” 2016. május 21.).
2016-ban, amelyet az oroszországi mozi évének, valamint az orosz és görög kultúra évének neveztek, az önkéntesek számos a világ filmgyártásnak és görög kultúrának szentelt projektet mutattak be. A nagyszabású projektek 2017-ben két vízválasztó időszakot jelölnek meg az orosz történelemben, amelyek hatással voltak a világkultúra fejlődésére, ezek 1717 és 1917.

## A „Ropsa” projekt
Az önkéntesi szolgálat első projektje az úgynevezett „Ropsa” projekt volt. Ez a kezdeményezés azért jött létre, hogy felhívja a figyelmet a Ropsa-ban található park és építészeti együttes megőrzésének problémájára. Ropsa délnyugatra helyezkedik el Szentpétervártól, és az UNESCO kulturális világörökség részét képezi, az itt található XVIII. századi palotának köszönhetően.

## WHY (World Heritage & Youth) – világörökség és a fiatalság
World Heritage & Youth – világörökség és a fiatalság: az önkéntesi szolgálat jelenlegi legfontosabb projektjének elnevezését („WHY” – angolul: „miért”) kérdésként is értelmezhetjük: „Miért fontos a mai fiatalság számára a kulturális örökség megőrzése?” Az önkéntesek és a kulturális örökség megőrzésével foglalkozó szakemberek is igyekeznek választ adni erre a kérdésre kulturális események, kerekasztal-beszélgetések keretein belül, vagy éppen a KGIOP (КГИОП) és a VOOPIK (ВООПИК) képviselőivel, archeológusokkal, történészekkel és aktivistákkal való találkozások folyamán. A program fő célja az, hogy minél több fiatalban ébresszen érdeklődést a múlt hagyatéka iránt, és érdekeltté tegye őket ezek megőrzésében.

## Nyári egyetem
A WHY (World Heritage & Youth – világörökség és a fiatalság) keretein belül 2009 óta az Ermitázs Önkéntesi Szolgálata és a Rosatom állami cég minden évben nyári egyetemet szervez, melyen azok a diákok vehetnek részt, akik helyezést érnek el a Rosatom ZATO–ban zajló speciális versenyén (ZATO/ ЗАТО – zárt államigazgatási területen zajló oktatás, kutatás és egyéb tevékenységek, főleg atomenergiával kapcsolatban). E három-négy hét folyamán az ország minden részéből ideérkező, főleg műszaki képzettségű fiatalok önkéntesként dolgoznak az Ermitázsban, szabadtéri múzeumokat látogatnak, a kulturális örökség megőrzésével foglalkozó szakemberekkel találkoznak, ásatásokon vesznek részt. E programnak köszönhetően a fiatalok különleges ízelítőt kaphatnak a múzeumi munkákból, jobban megérthetik a tárgyi kulturális örökség valódi értékét és másképp tekintenek hazájuk történelmére, kultúrájára.

## Vetélkedők, pályázatok és játékok gyermekeknek
Az Ermitázs Önkéntes szolgálata minden évben szervez iskolásoknak és középiskolásoknak szóló játékokat, vetélkedőket. A gyermekek játékos formában ismerkedhetnek meg a világtörténelemmel, különböző országok kulturális hagyatékával. A játékok során a múzeum termeit bebarangolva kincseket, kiállítási tárgyakat kell megkeresniük. 2009 februárjában például a „Szkíta napon” a gyermekek játszva ismerkedhettek meg nem csak a szkíták világával, de az altáji, pazyryki nomád népek gazdag kultúrájával. Ezek az Önkéntesi Szolgálat és az Ermitázs különböző részlegei által rendezett vetélkedők elsősorban oktató jellegűek. A gyermekek tematikus tárlatvezetésen vesznek részt és kisebb kutatásokat végeznek, így önállóan fedezhetik fel maguknak a történelem és kultúra csodálatos világát. A pályázatokat animáció, multimédiás munkák és számítógéppel készült rajz kategóriákban hirdetik meg, és a nyertesek munkáit a múzeum termeinek képernyőin jelenítik meg.
Az Ermitázs Önkéntesi szolgálata által megrendezett játékok, vetélkedők, pályázatok:
- „Istenek. Csillagok. Bolygók” vetélkedő,  2017. április 12.
- „Nyiss Európára az Ermitázsban!" filmes vetélkedő, 2016. szeptember 24-től év végéig
- „Legendák a világűrről” vetélkdeő , 2016. április 12.
- „Nyiss Európára az Ermitázsban!" fesztivál, 2015. szeptember 26.
- „Nyiss Európára az Ermitázsban!" vetélkedő, 2013. szeptember
- „Nyiss Európára az Ermitázsban!" vetélkedő, 2012. szeptember
- ,,Önkéntes játékok 2010" vetélkedő, 2010. április
- ,,KotoVasiya KotoManiya" vetélkedő, 2009. március
- ,,Önkéntes játékok 2009" vetélkedő, 2009. április
- ,,Szkíta nap" játék, 2009. április
- ,,Csillagok háborúja" játék, 2008. december-2009. március
- ,,Jégkorszak" játék, 2008. december
- ,,Indiana Jones az Ermitázsban" játék, 2008. november

## Számítógépes grafika és animáció versenyek
Az Ermitázs Önkéntes szolgálata a 2005-ös évtől kezdve versenyeket szervez iskolások számára az információtechnológia területén. A versenyeket minden évben az NMO Iskolaközponttal karöltve dolgozzák ki és bonyolítják le, a tematikát pedig az Ermitázs éppen aktuális rendezvényei és kiállításai határozzák meg. A versenyek magukba foglalják a speciális oktatási programot a résztvevők (6-tól 17 éves korig), az önkéntesek és az informatika tanárok számára, továbbá az ünnepélyes díjátadó ceremóniát is. A benevezett munkák animációk, multimédiás prezentációk és digitális festészet formájában valósulnak meg, majd a győztesek munkái kivetítésre kerülnek a múzeum termeinek monitorain.
Az Ermitázs Önkéntes szolgálata által megrendezett versenyek:
- „Az Ermitázs fordulóponton”, 2017. október-december
- „Tour de France 1717. Nagy Péter nagy utazása”, 2017. február-május
- „Bizánc és Oroszország” , 2016. szeptember-december
- „Palmira: Az élet lelke”, 2015.március-május
- ,,Buenos Días, Argentína" 2015. szeptember-december
- ,,Vándor Béka" 2015. április-november
- ,,Az Ermitázs születése" 2014. december-2015. április
- ,,Álmunkban megjelenő távoli mesevilág" 2012. december
- ,,Cicák és macskák – kicsik és nagyok" 2012. április
- ,,9 nappal  szeptember első napja előtt" 2011. december
- ,,II. Miklós kocsiszíne a Téli Palotában" 2011. február
- ,,A felfedezés küszöbén" 2010. október
- ,,Az olimposzi istenek nyomában" 2010. április
- ,,Szentpétervár kézjegye" 2009. május
- ,,Multikot 2009" 2009. március
- ,,Újévi ünnep" 2009. december
- ,,A karácsonyfa története" 2005. december

## „Nyiss Európára az Ermitázsban!” fesztivál
Az önkéntes szolgálat 2012 óta részt vesz az EU oroszországi képviseletében a „Nyelvek Európai Napján” (szeptember 26.) megrendezett fesztiválon. A hagyományosan a fesztivál keretében zajló összes intézkedést, amelyet az Állami Ermitázs Múzeum Önkéntes Szolgálata folytatott, a „Nyiss Európára az Ermitázsban!” elnevezést viseli.
A 2015-ös „Nyiss Európára az Ermitázsban!” egybeesett az oroszországi Irodalom Évével és a Nyelvek Európai Napjával, ezért az európai nyelvek és az európai irodalmi hagyományoknak szentelték a fesztivált. Programját az Állami Hermitage önkéntesei szervezik, az Európai Unió tagországainak 13 képviseleti irodájával és kulturális intézményével, valamint az Európai Unió Oroszországi Küldöttségének támogatásával. Erre a fesztiválra az önkéntesek elkészítettek egy vetélkedőt, amelynek anyagait az izi.travel alkalmazás hangos útmutatójába helyezték, ahol a könyvről érkező kérdéseket és kivonatokat hallhatják az eredeti nyelven különböző országok önkénteseitől. Az izi.travel együttműködésével és az önkéntes szolgálat legfrissebb információs technológiák használata lehetővé tette, hogy a „Nyiss Európádra az Ermitázsban!”  című vetélkedőt szeptember 26-tól 2016 elejéig, azaz az Irodalmi Év végéig folytassa.
2016-ban a „Nyiss Európára az Ermitázsban!” című fesztivál egybeesett az orosz mozi évével és ezzel kapcsolatban az összes intézkedés és kiállítás legnagyobb részét az európai mozi történelmének szentelték.Továbbá a 2016-os évet a nagy drámaíró halálának 500. évfordulója alkalmából Shakespeare évének nyilvánították világszerte, amely meghatározta az önkéntesek által szervezett fesztivál-helyszín programjának kitöltését a vezérkar bal szárnyán. A 2016-os fesztiválon 19 európai ország vett részt, amelyeket nagykövetségek, konzulátusok és kulturális intézmények képviseltek. A fesztivál fő interaktív oldala az önkéntesek által szervezett filmstúdió volt, ahol minden érdeklődő részt vehetett William Shakespeare híres „Rómeó és Júlia” című filmjének forgatásában, valamint megismerkedhetett a forgatási folyamat minden mozzanatával.
Az 1716-1717-ben I. Péter által végrehajtott „Második Nagy Európai Utazás” befejezésének 300 éves évfordulója 2017-es ünneplésével alkalmából, a „Nyiss Európára az Ermitázsban!” fesztivált az önkéntesek I. Péternek, a XVIII. század kultúra kezdetének ajánlották. Bemutatók, tánc- és nyelvórák, kiállítások, vetélkedők, színházi műsorok, játék kurzusok, filmvetítések és koncertek a XVIII. század eleji opera és balett előadásokat idézték, amelyek összefogták 20 európai ország konzulátusát és kulturális intézményét.

## Kitüntetések
2013-ban az önkéntes szolgálat nyerte meg a „Hatékony önkéntesség" címet a „ Városi események lebonyolítása" jelölésében. A "Hatékony önkéntesség" elnevezésű versenyt az Ifjúságpolitikai Bizottság és a Szentpétervári Államközösségi Szervezetekkel folytatott együttműködésben szervezik Szentpéterváron, ahol minden évben szerveznek önkéntes mozgalmat. A 2015-ös versenyen a szakértői bizottság 150 pályázatot választott ki, amelyek hatékony, társadalmilag jelentős önkéntes projektek, és perspektivikus fontosságúak.
2013. november 23-án az Vezérkar Átriumában (Állami Ermitázs) ünnepélyes kitüntetést szerveztek a "Hatékony önkéntes" verseny résztvevői és nyertesei számára, ahol Mihail Kozhukhovsky az Állami Ermitázs Önkéntes Szolgálatának koordinátora Első Osztályú Diplomával és a Kis Herceg bronz szobrával lett kitüntetve.

## Mozi és az önkéntesek munkája

### „Az Ermitázs titkos segítői” című film, 2013
2013 áprilisában az önkéntes szolgálat tizedik évfordulója alkalmából a Russia Today televíziós csatorna filmvetítést készített az Állami Ermitázs önkénteseiről.A két hetes forgatás eredményeképpen a múzeumban fő témája, az önkéntesek mindennapos múzeumban végzett munkája mellett az „Az ermitázsi macska napja” előkészítésével és ünneplésével kapcsolatos események megjelentek egy fél órás angol filmben, amelynek címe:  „Az Ermitázs titkos segítői”. Ezt követően a filmet lefordították orosz, francia, német, spanyol és arab nyelvre és többször bemutatta az RT televíziós csatorna is.

### „Az Ermitázs mosolya” című film, 2014
Az Állami Ermitázs 250. évfordulójának alkalmából az Oroszországi Föderáció Kulturális Minisztériumának megrendelésére 2014-ben a „Cinepro” filmstúdió készített filmet az Ermitázs önkénteseiről „Az Ermitázs mosolya” címmel.
A film fő témája az Ermitázs világ összes sarkából érkező önkénteseinek részvétele lett, akik az Ermitázs fennállásnak 250. évfordulója alkalmából szervezett ünnepségen segédkeztek.
A film rendezője Eduard Hambardzumyan.

## Külső hivatkozások
- https://web.archive.org/web/20110820010905/http://www.hermitagemuseum.org/html_Ru/06/hm6_5.html
- http://www.benevole.ru
- http://encblago.lfond.spb.ru/showObject.do?object=2814521805
- https://web.archive.org/web/20111002225544/http://www.minatom.ru/news/18854_26.07.2010